# Erika Navas

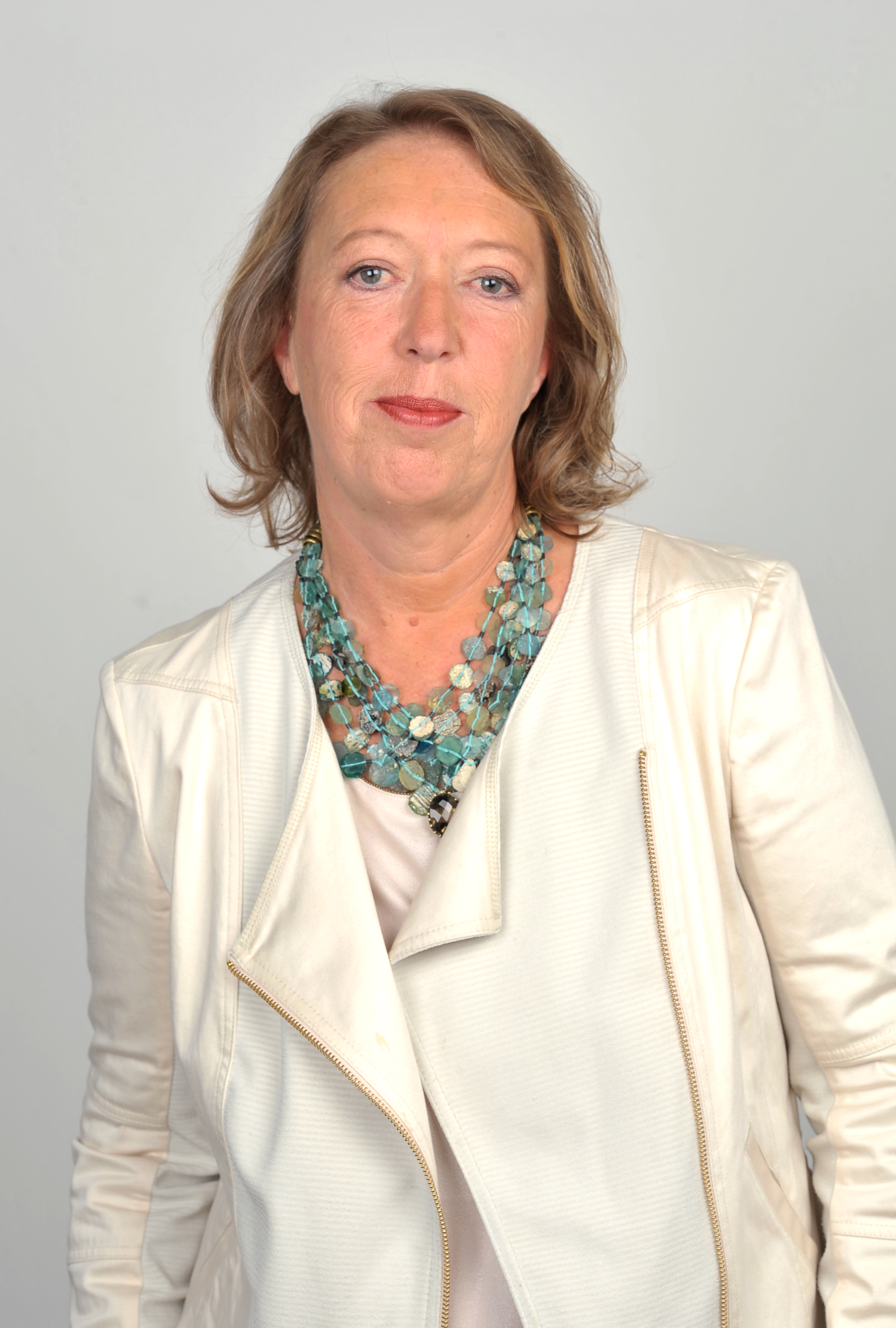
Erika Navas (2016)

Erika Navas (* 17. November 1959 in Mexiko-Stadt) ist eine österreichische Kostümbildnerin.

## Leben
Die in Mexiko-Stadt geborene Erika Navas übersiedelte 1965 nach Wien. Dort besuchte sie von 1974 bis 1980 die Höhere Lehranstalt für Mode und Bekleidungstechnik Herbststraße und studierte anschließend von 1980 bis 1982 Bühnenkostüm und Mode an der Hochschule für angewandte Kunst Wien. Bereits während ihres Studiums arbeitete sie als Kostümassistentin für verschiedene Filmproduktionen. 1985 machte sie sich als freischaffende Kostümbildnerin selbstständig.
Erika Navas war als Kostümbildnerin für zahlreiche Kino- und Fernsehproduktionen tätig und arbeitete dabei unter anderem mehrmals mit den Regisseuren Michael Haneke, Paulus Manker, Thomas Roth, Michael Schottenberg und Harald Sicheritz zusammen. Am Theater war sie für das Kostümbild Dutzender Produktionen am Wiener Volkstheater und bei den Festspielen Reichenau verantwortlich, ferner wirkte sie als Kostümbildnerin unter anderem am Burgtheater und am Berliner Schlosspark Theater. Navas ist insbesondere Expertin für historische Kostüme. Sie eröffnete 1995 einen eigenen Kostümverleih. Seit 2009 ist sie zudem als Beraterin für Stil- und Image-Fragen tätig.
Navas ist Mitglied der Akademie des Österreichischen Films.

## Filmografie
- 1985: Red Heat – Unschuld hinter Gittern
- 1986: Das Diarium des Dr. Döblinger
- 1987: Am Abgrund
- 1987: Schmutz
- 1988: Nachsaison
- 1989: Caracas
- 1989: Pink Palace, Paradise Beach
- 1990: Ausflug nach Kirchdorf
- 1990: Landläufiger Tod
- 1990: Nie im Leben
- 1990: Die Ministranten
- 1990: Weiningers Nacht
- 1991: Am dreizehnten Tag
- 1991: Sehnsüchte oder Es ist alles unheimlich leicht
- 1992: Averills Ankommen
- 1992: Benny’s Video
- 1992: Das Ende einen langen Winters
- 1992: Die Zeit danach
- 1993: Die Rebellion
- 1994: 71 Fragmente einer Chronologie des Zufalls
- 1995: Exit II – Verklärte Nacht
- 1996: Die Angst vor der Idylle
- 1996: Autsch!!!
- 1996: Ein fast perfekter Seitensprung
- 1997: Qualtingers Wien
- 1998: Alle für die Mafia
- 1998: Hinterholz 8
- 1998: Medicopter 117 – Jedes Leben zählt (eine Folge)
- 1999: Jahrhundertrevue
- 2000: Die Fremde
- 2002: Gebürtig
- 1999–2003: Julia – Eine ungewöhnliche Frau (56 Folgen)
- 2002–2003: SOKO Kitzbühel (zwei Folgen)
- 2004: Blatt und Blüte – Die Erbschaft
- 2004: Ragin
- 2005: Hengstparade
- 2005: Tatort: Der Teufel vom Berg
- 2006: Lilly Schönauer – Liebe hat Flügel
- 2006: Lilly Schönauer – Die Stimme des Herzens
- 2007: Tatort: Familiensache
- 2008: Falco – Verdammt, wir leben noch!
- 2008: Tatort: Exitus
- 2000–2008: Trautmann (neun Folgen)
- 1994/2009: Kommissar Rex (acht Folgen)
- 2009: Heute keine Entlassung
- 2009: Kommissar Rex – Ein tödliches Match
- 2009: Die Landärztin (eine Folge)
- 2009: Tatort: Gesang der toten Dinge
- 2010: Molly & Mops: Das Leben ist kein Guglhupf
- 2011: Brand – Eine Totengeschichte
- 2011: Molly & Mops: Café Mops
- 2011: Der Winzerkrieg
- 2012: Reigen
- 2012: Verfolgt – Der kleine Zeuge
- 2012: Die Wüstenärztin
- 2013: Die Frau in mir
- 2014: Blutsschwestern
- 2015: Die Wunderübung
- 2017: Teheran Tabu
- 2017: Anna Fucking Molnar
- seit 2018: Dennstein & Schwarz (Fernsehreihe)
  - 2018: Sterben macht Erben
  - 2019: Pro bono, was sonst!
  - 2020: Rufmord
- 2019: Tatort: Wahre Lügen
- 2022: Schächten
- 2023: Am Ende wird alles sichtbar
- 2024: Letzter Jodler (Fernsehreihe)